# Кара-Балтинский горнорудный комбинат
ОАО «Кара-Балтинский горнорудный комбинат» — крупнейшее в Центральной Азии предприятие по переработке ураносодержащей руды, расположено в г. Кара-Балта (Кыргызстан).
Образован в 1955 г. и специализируется на переработке урановых концентратов.
Максимальная производственная мощность переработки урана составляла до 3000 тонн в год основной продукции. Однако, в постсоветский период в связи с отсутствием собственной минерально-сырьевой базы, завод осуществлял переработку давальческого сырья на толлинговой основе уранодобывающих предприятий из-за рубежа. С 1955 г. предприятие эксплуатирует хвостохранилище, которое является составной частью технологического процесса.
В 2007 г. Российский холдинг «Урал Платина», входящий в группу компаний «Ренова» миллиардера Виктора Вексельберга, купил госпакет в 72,28 процента акций КГРК примерно за $1,8 миллиона. С ноября 2015 года основное производства ОАО простаивает из-за отсутствия заказов из Казахстана. Завод «НацКазПром» остановил производство и разорвал с КГРК договор на переработку химконцентратов природного урана.
В феврале 2016 г. Кара-Балтинский горнорудный комбинат полностью остановил производство. Рабочих распустили в неоплачиваемые отпуска без содержания. Причиной остановки завода стало отсутствие сырья.